# Lecithocera signifera
Lecithocera signifera is een vlinder uit de familie van de Lecithoceridae. De wetenschappelijke naam van de soort is voor het eerst geldig gepubliceerd in 1875 door Felder.